# ファミコンジャンプ 英雄列伝
『ファミコンジャンプ 英雄列伝』（ファミコンジャンプ ヒーローれつでん）は、1989年2月25日にバンダイより発売されたファミリーコンピュータ用のアクションロールプレイングゲーム。

## 概要
集英社の漫画雑誌『週刊少年ジャンプ』の創刊20周年を記念して発売された、同誌の歴代漫画キャラクターが共演するクロスオーバー作品である。主人公（デフォルト名は"はしもと"で、「橋本名人」からきている）は『ジャンプ』の読者であり、ピッコロ大魔王（『ドラゴンボール』）によって支配されようとしているジャンプワールドをヒーローたちとともに救うことが使命である。
ジャンプワールドは5つのエリアに分かれており、さらに現代の世界と過去の世界とがある。各エリアで仲間になるヒーローたちは活躍できるエリアが決まっており、エリア外へ連れて行くことはできない。また、対戦型格闘ゲーム形式のボスとの戦闘やシューティングゲーム、スポーツゲーム、レースゲームの要素を取り入れたミニゲームがゲーム中の各所に盛り込まれている。ピッコロ大魔王を倒すと、ジャンプヒーロー16人とジャンプ作品の悪役13人がRPGのようなコマンドバトル形式で激突する「最終決戦」があり、この決戦を勝ち抜けばエンディングとなる。
本作のプロデューサーである橋本真司（橋本名人）が週刊少年ジャンプ編集部に持ち込んだ企画であり、ジャンプ編集者の鳥嶋和彦が「アニメ化していない作品はゲームにもならず作家の印税収入も増えないため、そういう漫画も入れてゲーム化することによって作家にお金が入るようにしたい」と編集部を説得したことで企画が実現した。
ソフトは当時としては珍しく玩具店のみならず、コンビニエンスストアや書店でも発売された。
本作では通常のファミコンカートリッジより縦の幅が2倍ほど長く、「FAMICOM JUMP」「BANDAI」と刻印された独自の形状のカートリッジを採用している。
続編として『ファミコンジャンプII 最強の7人』（1991年）が発売された。作風は大きく変更されているが、カートリッジの形状は本作のものを引き継いでいる。

## ゲーム内容

### パラメーター
せいめい値
ヒーローの生命力。これが0になるとヒーローは死んでしまう。主人公のせいめい値が0になるとヒーローが生き残っていてもゲームオーバーになり、そこからゲームを続けると所持金が半分になる。町の施設「レストラン」や、アイテム「おにぎり」「コーラ」で回復する。初期値はハート4個分だが、特定のイベントを完了することで最大値がハート12個分まで上昇する。
どりょく値
敵を倒したりすることで溜まる値。ヒーローによってはヒーロー値、ギャグ値、ねっけつ値と呼び名が異なる。最終決戦時においてヒーローが特殊攻撃を繰り出す際に消費され、不足した場合は主人公のどりょく値を供給することができる。ゲームオーバーになると1/4に減らされる。
こころ値
友情のパラメータを示す。パラメータが善に近づけば飛び道具の連射間隔が短くなり悪に近づくと逆に飛び道具の連射間隔が長くなる。フィールドにいる善人に攻撃したりミニゲームに失敗すると悪に近づく。最終決戦時においてヒーローの攻撃力にも関係する。アイテム「しょうねんジャンプ」で回復することができる。

### ドラゴンボール
現在のフィールドには、ドラゴンボールが落ちていることがある。ドラゴンボールは通常は見えないが、ドラゴンボールがある場所の近くでAを押すと発見できる。ありかに関してはドラゴンレーダーを使って探索できる。7つ揃えるとアイテムとして使えるようになり神龍を呼び出して死んでしまったヒーローをエリア問わずに全員生き返らせることができる。なお、一度使用すると飛び散るので再度集め直す必要がある。

### ミニゲーム
特定の場所に行くとミニゲームが発生する。ミニゲームはボスと対決する決戦ゲームとそれ以外のゲームに分かれている。前者は失敗すると対戦したヒーローが死ぬ。後者は死亡ペナルティはないものの、心が悪に近づく。
エリア1
- カイオウとの対決（北斗の拳） - エリア1のボス・カイオウとの格闘ゲーム方式の対戦。カイオウの生命力を0にすれば勝利。

エリア2
- 鬼ごっこ（シティーハンター） - 香のハンマーを避けながら獠を捕まえる。獠も香に触れると少し止まる。ただし3回殴られると失敗。
- カリン様の修業（ドラゴンボール） - 制限時間以内にカリン様を10回捕まえればクリア。
- レッドリボン軍との対決（ドラゴンボール） - エリア2のボス・レッド総帥の乗るモビルスーツとシューティング方式で対戦。モビルスーツに10発当てれば勝利だが、悟空が死ぬと即敗北になる。また、獠が死んでも敗北にはならないが、手下の兵士が見えなくなる。なお、兵士は何度倒しても無限に湧いてくる。

エリア3
- 頭墨印ゲーム（魁!!男塾） - 制限時間以内に江田島平八の頭に押した墨印の数を競う。防御側はヘルメットで墨印を押されるのを邪魔する。穴は8つあるが斜めに出た時は何もできない。
- ウイニング・ザ・レインボー（リングにかけろ） - 制限時間内に菊が構えるミットに10発当てれば成功。菊もたまに攻撃してくる。
- シューティング（ウイングマン） - 道中の雑魚敵に注意しながら進み奥にいるリメルを倒して再び戻ることが目的。一般ゲームであるものの、主人公がウイングマンになって挑戦する関係上、失敗したらゲームオーバーになる。
- サガとの対決（聖闘士星矢） - エリア3のボス・サガとの格闘ゲーム方式での対戦。弾を3方向に打てるが、星矢の射程はサガと比べると短くなっている。
- 赤シャチサブマリンゲーム（北斗の拳） - 赤鯱から借りた潜水艇で機雷を避けながら進む。クリアしてもこの後のウラシマ・まりんを倒さずに戻ると再度挑戦するハメになる。

エリア4
- 波紋ゲーム（ジョジョの奇妙な冒険） - ボタン連打後一定の波紋を保ちながら柱の頂上を目指す。
- レースゲーム（サーキットの狼） - 早瀬との10周レースを行い燃料切れする前に先に10周した方の勝ち。クリアにはチューンナップ前提だが、チューンなしでも一応勝つことが可能。勝つとコースを一周ウィニングランする。
- サンタナとの対決（ジョジョの奇妙な冒険） - エリア4のボス・サンタナとの格闘ゲーム方式での対戦。ダメージを与えるには攻撃をヒットさせた後に専用ボタン連打で波紋を注入させる必要があり、足りないと逆にジョジョがダメージを喰らう。

エリア5
- PKゲーム（キャプテン翼） - 5本制度のPK戦を行う。引き分けの場合は決着がつくまで延長戦となる。
- 野球ゲーム（県立海空高校野球部員山下たろーくん） - 9回裏2アウト満塁かつ0-3の状況で代打ホームランを打てば成功。ただし、そのためには本物の魂のバットが必要。クリアには前述のバット入手が前提だが、実はなくてもホームランを打って勝つことは可能だがタイミングが非常にシビアである。
- リフティングゲーム（キックオフ） - 20回リフティングを継続すれば成功。チャンスは3回まで。
- ピッコロ大魔王との対決（ドラゴンボール） - エリア5のボス・ピッコロ大魔王とシューティング方式で対戦。主人公1人で戦う都合上、敗北するとゲームオーバーになる。

## 登場キャラクター

### 16人のヒーローたち
各ヒーローたちはそのエリアから出ることができず、その場で別れる。
エリア1
現在
- ケンシロウ（北斗の拳）
最終決戦では「ひゃくれつけん」「てんはかっさつ」「むそうてんせい」を使用。人間と秘孔の位置が異なる動物には技が通用しない。
- 間抜作（ついでにとんちんかん）
最終決戦では「いきなりしりみせ」「かいじゅうヌケゴン」「へんたいギャグ」を使用。敵によっては笑わせて必殺技を無効化できる一方、日本語のギャグを理解できない動物や外国人には技が通用しない。

過去
- （なし）

エリア2
現在
- 孫悟空（ドラゴンボール）
最終決戦では「ざんぞうけん」「たいようけん」「かめはめは」を使用。体力が一定以下まで減ると腹が減って攻撃力が下がってしまう。「たいようけん」は日光を苦手とする敵を無条件に一撃で倒せる。
- 冴羽獠（シティーハンター）
最終決戦では「357パイソン」「バズーカほう」を使用。下品なギャグによる攻撃に対しては「もっこり」が発動して攻撃力が上がる。

過去
- 則巻アラレ（Dr.スランプ）
最終決戦では「あそぶ」「たいあたり」「んちゃほう」を使用。一部の敵には天敵となる。純真な性格ゆえに下品なギャグは無効化する。

エリア3
現在
- ペガサス星矢（聖闘士星矢）
最終決戦では「りゅうせいけん」「すいせいけん」「コスモをもやす」を使用。「コスモをもやす」は攻撃力を上昇させる。
- 剣桃太郎（魁!!男塾）
最終決戦では「つき」「かたな」「きをねる」を使用。「きをねる」が成功すると攻撃力が上がり、一定確率で敵の攻撃を無効化する。「男塾の生徒」という立場上、教職の敵とは戦えない。

過去
- 戸川万吉（男一匹ガキ大将）
最終決戦では「いかりのてっけん」「ここはひとつガマン」「こぶんしゅうごう」を使用。桃同様教職とは対決できない。

エリア4
現在
- 鬼哭霊気（ゴッドサイダー）
最終決戦では「しんまけっぱだん」「しんまひもん」「だいにちけいしょ」を使用。「だいにちけいしょ」は攻撃力を上昇させる。マジュニアに対して特効がある。
- ジョジョ（ジョセフ・ジョースター）（ジョジョの奇妙な冒険）
最終決戦では「はもんパンチ」「クラッカー・ヴォレイ」を使用。攻撃力にムラがあり、調子が出ず攻撃を失敗することもある。

過去
- 渡イサム（荒野の少年イサム）
最終決戦では「なげなわ」「はやうち」を使用。ほとんどの敵に対して相性が悪く、相性が良い相手にもさらに相性が良い味方がいて…という悪循環で出番にめぐまれない。
- 加納錠治（ドーベルマン刑事）
最終決戦では「てじょうをかける」「44マグナム」を使用。また、戦闘不能になった仲間がいると攻撃力が上がる。

エリア5
現在
- 大空翼（キャプテン翼）
最終決戦では「バイシクル・シュート」「ダイビング・ヘッド」「ドライブ・シュート」を使用。
- 山下たろー（県立海空高校野球部員山下たろーくん）
最終決戦では「サンライズボール」「さいこうのボール」を使用。体力が一定以下まで減ると奮起して攻撃力が上がる。

過去
- 宇野球一（アストロ球団）
最終決戦では「3だんドロップ」「スカイラブとうほう」「ファントムまきゅう」を使用。
- キン肉マン（キン肉スグル）（キン肉マン）
最終決戦では「キンにくドライバー」「キンにくバスター」「かじばのクソちから」を使用。「かじばのクソちから」は減った体力を回復できる。

#### 『ファミコンジャンプII』への続投
本作のうち、以下のヒーロー（およびその作品のキャラクター）が『ファミコンジャンプII』にも引き続き登場した。
- 引き続き主役として登場
  - 孫悟空
  - 剣桃太郎 - なお、桃が主人公の『魁!!男塾』は『II』の発売時点ですでに連載が終了している。
- 脇役として登場
  - ジョジョ（ジョセフ・ジョースター） - 「ジョセフ」名義で登場。主役として孫の空条承太郎が「ジョジョ」名義で登場している。

また、本作では脇役だった両津勘吉が主役に昇格している。

### 各エリアのボス敵
太字は各面の大ボス。◎印は、格闘風ミニゲームで戦うボス。※印は、シューティング風ミニゲームで戦うボス。☆印は、最終決戦でも登場するボス。

#### エリア1
現在
- キン肉マン
  - バッファローマン、ネプチューンマン
占いババの館に登場。仲間（抜作）を探す占い料金代わりの試合で順に対戦する。

- 北斗の拳
  - ヒョウ
カイオウの城に登場。リンが幽閉されている部屋への鍵を持っている。
  - カイオウ◎
エリア1（現在）のボスで、リンをさらった張本人。ケンシロウと戦う。なお、カイオウの弟であるラオウも最終決戦にて登場する。

過去
- （なし）

#### エリア2
現在
- ドラゴンボール
  - 桃白白
悟空の如意棒を盗んだ張本人。テレポートを使う。
  - レッドリボン軍総帥・レッド※
レッドリボン軍本部に登場するエリア2（現在）のボス。レッド総帥の乗り込んだモビルスーツと兵士2人を相手に、悟空と獠の2人が戦う。

過去
- Dr.スランプ
  - キャラメルマン
タイムくんの設計図を盗んだ張本人である、Dr.マシリトが操るロボット。
  - オボッチャマン
Dr.マシリトが操るロボット。アラレがいると戦わずに済む。

#### エリア3
現在
- 魁!!男塾
  - 雷電、飛燕、月光、伊達臣人
男塾へ行く途中の闘技場（驚邏大四凶殺）で順に対戦する。

- 聖闘士星矢
  - カミュ、シュラ、デスマスク、アフロディーテ
サンクチュアリにいる黄金聖闘士。サガのいる最深部へ向かう際、順に対戦する。
  - サガ◎☆
エリア3（現在）のボスで、サンクチュアリを支配する黄金聖闘士。星矢と戦う。最終決戦で再登場する。

過去
- リングにかけろ
  - ゼウス
サンクチュアリ（過去）にいる。倒すとカイザーナックル（桃のパワーアップアイテム）が手に入る。

- ウイングマン
  - リメル※
過去の闘技場（現在の驚邏大四凶殺）にて、シューティング風ミニゲームで戦う。リメルを倒すとドリームノートが手に入り、万吉が仲間になる。

- THE MOMOTAROH
  - ウラシマ・まりん
竜宮城にいるボスで、浦島太郎の末裔。倒すと新しい如意棒が手に入る。

#### エリア4
現在
- ゴッドサイダー
  - 炎魔獣ハルパス
イーストヒルで流璃子を捕えている。同族が一般の敵としても登場している。
  - パズス
サザンクロスに出現。先にリリスを倒さないと何度でも復活する。
  - リリス
サザンクロスの建物に潜み、パズスを再生している。

- ジョジョの奇妙な冒険
  - サンタナ◎
ナチスシェルターにいるエリア4（現在）のボス。ジョジョと戦う。

過去
- （なし）

#### エリア5
現在
- ドラゴンボール
  - ピッコロ大魔王☆※
キングキャッスルにいるエリア5（現在）のボスにして、ジャンプワールドを支配する悪の親玉。主人公と戦う。最終決戦でもマジュニアとして再登場する。

過去
- （なし）

### 最終決戦の敵
ピッコロ大魔王の上に君臨する13人の反逆同盟。戦闘は1対1のRPG風となっている。主人公は戦闘に参加できず、戦闘ごとにヒーローの中から1人を選ぶ。基本的には誰でも選べるが、中には相手またはヒーローが拒否して選べない組み合わせに加えて対戦できてもヒーロー側が絶対に勝てない組み合わせもある。キャラクターごとに相性の差があり、また技に対する特殊なリアクションが用意されている場合もある。BGMが11人目から異なる曲に変わる。また、戦闘中にキャラクター交替（敗退による交替も含む）をすると敵側の体力が全回復する。途中で撤退することも可能だが撤退して再挑戦した場合は1人目からやり直しとなる。
1. 大豪院邪鬼（魁!!男塾） - 男塾の三号生筆頭。戦えるキャラクターであれば相性はほぼ無く、与ダメージの大きいキャラクターは被ダメージも大きい程度の違いしかない。
2. Dr.マシリト（Dr.スランプ） - 星矢や霊気の強化技を一切無効化する。
3. キン肉マンスーパー・フェニックス（キン肉マン） - 運命の5王子のひとり。使用技の「マッスル・リベンジャー」は、原作でキン肉マンマリポーサが使用した偽バージョン（頭を下向きにして落下する）になっている。
4. 峠球四郎（アストロ球団） - 抜作が相手だとあまりのおかしさに力が抜け、必殺技を全て無力化することができる。
5. ジノ・ヘルナンデス（キャプテン翼） - 「パーフェクト・ゴールキーパー」の異名を持つ。13人衆の中では最も体力が少ないが、一定確率で攻撃をキャッチして無効化、または攻撃を弾き返してくることがある。さらに星矢の攻撃は確実に無効化か弾き返してくる（つまり星矢では絶対に勝てない）。また、外国人であるため抜作の日本語ギャグが一切通じない。
6. ライエル（ウイングマン） - リメル亡き後、地球を侵略してくる悪の帝王。キャラクターの相性面が比較的厳しく、相性の良いヒーローは翼くらいしかいない。しかし、翼は意図的に育てていない限りは充分に育っていないケースが多く、難関となりやすい。
7. ラスネール伯爵（ゴッドサイダー） - 何度倒しても復活するため、4回倒し続けなければ勝てない。テレポーテーションで攻撃を回避することがある。
8. ヒゲゴジラ（ハレンチ学園） - 生徒系ヒーロー（桃、万吉）は教師に手を上げることができないという理由で自ら戦闘を放棄する。また、お下劣な必殺技はアラレに無効の他、一部の必殺技は獠相手だと獠をパワーアップさせる。
9. エシディシ（ジョジョの奇妙な冒険） - ピンチになると、泣き真似をして攻撃力を上げてくる。太陽の光に弱いため、悟空の「太陽拳」を使うと一撃で倒せる。
10. 赤カブト（銀牙 -流れ星 銀-） - 子分が身代わりになるため、3回倒し続けなければ勝てない。ただしアラレの「あそぶ」を使うと身代わりを無視して一発で倒すことができる。霊気は罪のない動物と戦えないという理由で自ら戦闘を放棄し、ジョセフは赤カブトに無視される。また、秘孔の位置が人間と違うためケンシロウの攻撃をすべて無効化（つまりケンシロウでは絶対に勝てない）し、動物なので抜作のギャグが一切通用しない。
11. サガ（聖闘士星矢） - 幻朧魔皇拳を喰らうと技ダメージが自分に返ってくることがある。
12. ラオウ（北斗の拳） - 「北斗七星の脇に輝く双星を見たことがあるか？」と問われ、「ある!」と答えたヒーローのみが戦うことができる。なお抜作で対戦すると一定確率で笑いをこらえさせ攻撃を無効化できる。
13. マジュニア（ドラゴンボール） - ピッコロ大魔王の息子。単純な強さは13人中最強で、相性が悪いヒーローだと最大まで鍛えても簡単に倒されてしまう。霊気で戦うと神と悪魔の力を兼ね備えているため簡単に倒すことができる。

### その他キャラクターたち
下記以外にも、ザコキャラクターの姿は毒鬼警部（ついでにとんちんかん）やジードのメンバー（北斗の拳）、海坊主ファルコン（シティーハンター）、銀狐（シティーハンター）、レッドリボン軍兵士（ドラゴンボール）、楽京大学の極悪学生（魁!!男塾）、聖域の雑兵（聖闘士星矢）、ペルセウス星座のアルゴル（聖闘士星矢）、石仮面の男（ジョジョの奇妙な冒険）、ハルパスの子供（ゴッドサイダー）など、原作の登場キャラクターたちの姿が基になっている（ただし、一度に何人も同時出現する）。攻撃パターンはヒーローに接近してパンチを仕掛ける、一定の距離を保ちながら弾を出す（一部の敵の弾は障害物に当たると消える）、直線のみの移動でヒーローと座標が合うと高速で接近してパンチを仕掛けるの3つ。

#### エリア1
現在
- ドラゴンボール
  - 占いババ
  - ヤムチャ - ケンシロウを仲間にするヒントをくれる。

- 北斗の拳
  - リン

過去
- きまぐれオレンジ☆ロード
  - 鮎川まどか - 「旅をしている」という設定で、エリア5を除く各過去エリアに登場する。

- トイレット博士
  - スナミ先生 - 抜作のパワーアップアイテム「メタクソバッチ」をくれる。

#### エリア2
現在
- ドラゴンボール
  - ブルマ - タイムマシーンを作り、主人公にテスト飛行させる。
  - ウパ
  - カリン - ミニゲームをクリアするとパワーアップアイテム「超聖水」をくれる。
  - 神様 - ピッコロ大魔王に挑むのに必要な「超神水」をくれる。

- シティーハンター
  - 野上冴子、槇村香

- 聖闘士星矢
  - ドラゴン紫龍

過去
- きまぐれオレンジ☆ロード
  - 鮎川まどか

- Dr.スランプ
  - 則巻千兵衛 - タイムマシンの「タイムくん」を作ってくれる。
  - 山吹みどり - 千兵衛が作った惚れ薬「ホレチャッタぐすり」を飲み、千兵衛と結婚する。
  - ターボくん - 「ホンモノマシーン」と「オトギマシーン」を作ってくれる。

- キャッツ♥アイ
  - 来生瞳 - 冴羽獠と連絡をとるために必要な「赤いチョーク」をくれる。

#### エリア3
現在
- 燃える!お兄さん
  - 国宝憲一 - 剣桃太郎のマブダチ。
  - 国宝雪絵

- 聖闘士星矢
  - アンドロメダ瞬、城戸沙織

- 魁!!男塾
  - 江田島平八

- ドラゴンボール
  - クリリン
  - 亀仙人 - 「エッチなビデオ」を渡すと「筋斗雲」をくれる。

- 北斗の拳
  - 赤鯱

- ジョジョの奇妙な冒険
  - エリナ・ジョースター

過去
- きまぐれオレンジ☆ロード
  - 鮎川まどか、檜山ひかる

- リングにかけろ
  - 高嶺竜児、高嶺菊

- ハレンチ学園
  - 柳生"十兵衛"みつ子

- ウイングマン
  - 広野健太、アオイ、小川美紅

- ハイスクール!奇面組
  - 一堂零、河川唯
  - またゲーム中には登場しないものの、「きよしくん（出瀬潔）」の名前が上記2人の台詞に登場する。

- シェイプアップ乱
  - 寿乱子
  - 原宗一郎 - 「エッチなビデオ」をくれる。

#### エリア4
現在
- ゴッドサイダー
  - 流璃子

- ジョジョの奇妙な冒険
  - スピードワゴン

過去
- きまぐれオレンジ☆ロード
  - 鮎川まどか

- こちら葛飾区亀有公園前派出所
  - 両津勘吉 - 「うまいもん」を渡すと、加納錠治を仲間にするのに必要な「44マグナム」をくれる。
  - またゲーム中には登場しないものの、「部長（大原大次郎）」の名前が両津の台詞に登場する。

- 包丁人味平
  - 塩見味平 - 「料理の材料」を渡すと「うまいもん」をくれる。

- サーキットの狼
  - 風吹裕矢 - レースゲームに必要なレースカーをくれる。
  - 早瀬佐近 - レースゲームに勝利するとジョジョのパワーアップアイテム「エイジャの赤石」をくれる。

- よろしくメカドック
  - 風見潤 - レースゲームで一度でも負けた場合のみ南の都で出会うことができ、レースカーを400ゼニーでチューンナップしてもらえる。

過去
- 北斗の拳
  - シャチの友人

#### エリア5
現在
- THE MOMOTAROH
  - モモタロウ - キン肉マンの後輩。

- ゴッドサイダー
  - 行仁和尚 - パズズを倒していない場合のみ動く岩の洞窟で会える。パズズを倒すためのヒントをくれる。

過去
- キックオフ
  - 永井太陽、川村由美

- 父の魂
  - 南条丈太郎 - 野球ゲームに必要な「魂のバット」「真の魂のバット」をくれる。

#### その他
- キャプテンギャオ - 鳥山明がデザインした『週刊少年ジャンプ』創刊20周年記念キャラクター。主人公にジャンプワールドを救うよう頼み、ドラゴンレーダーとロケットパンチを与える。また、行く先々に現れ助言を施す。
- モノリス - パスワードを教えてくれる謎の物体。
- 神龍 - ドラゴンボールを7つ揃えると現れ、死んだヒーローを全員生き返らせてくれる。
- ファミコン神拳110番 - それぞれの町の中にある電話ボックスでテレホンカードを使うことで最新情報を教えてくれる。
- 店番 - それぞれの町の中にあるコンビニエンスストアやレストランの店番。則巻千兵衛に顔が似ている[10]。

## スタッフ
- チーフ・マネージャー：石上幹雄
- マネージャー：仙田潤路
- プロデュース：橋本名人
- 脚本：杉本則之
- デザイン：荻野目洋
- アシスタント・デザイナー：たなかのぶゆき、HARADAN SHINSAKU、MERCEDES ALTO
- プログラム：あさくさNABE、TRACY KAZUYA
- 音楽：安達春樹、ペルー
- パブリッシュ：大武弘和、尾形和正、古田真美
- セカンド・ユニット・ディレクター：東海林隆、かみやはるき、大久保悌伸
- スペシャルサンクス（作品名については原作者の五十音順）
  - 『こちら葛飾区亀有公園前派出所』 秋本治
  - 『ジョジョの奇妙な冒険』 荒木飛呂彦
  - 『サーキットの狼』 池沢さとし
  - 『ついでにとんちんかん』 えんどコイチ
  - 『父の魂』 貝塚ひろし
  - 『ウイングマン』 桂正和
  - 『荒野の少年イサム』 川崎のぼる、山川惣治
  - 『包丁人味平』 牛次郎、ビッグ錠
  - 『聖闘士星矢』『リングにかけろ』 車田正美
  - 『県立海空高校野球部員山下たろーくん』 こせきこうじ
  - 『燃える!お兄さん』 佐藤正
  - 『ハイスクール!奇面組』[注 3] 新沢基栄
  - 『キャプテン翼』 高橋陽一
  - 『銀牙 -流れ星 銀-』 高橋よしひろ
  - 『キックオフ』 ちば拓
  - 『よろしくメカドック』 次原隆二
  - 『アストロ球団』 遠崎史朗、中島徳博
  - 『シェイプアップ乱』 徳弘正也
  - 『トイレット博士』 とりいかずよし
  - 『ドラゴンボール』『Dr.スランプ』 鳥山明
  - 『ハレンチ学園』 永井豪
  - 『THE MOMOTAROH』 にわのまこと
  - 『北斗の拳』 武論尊、原哲夫
  - 『ドーベルマン刑事』 平松伸二
  - 『シティーハンター』『キャッツ♥アイ』 北条司
  - 『ゴッドサイダー』 巻来功士
  - 『きまぐれオレンジロード』 まつもと泉
  - 『魁!!男塾』 宮下あきら
  - 『男一匹ガキ大将』 本宮ひろ志
  - 『キン肉マン』 ゆでたまご
  - CHARLY HOSHI、後藤広喜、鳥嶋和彦、はせがわひろし、こだまよしかず、下村聡、小沼謙太郎、あらいじろう

## 評価
- ゲーム誌『ファミコン通信」の「クロスレビュー」では21点（満40点）[11]、『ファミリーコンピュータMagazine』の読者投票による「ゲーム通信簿」での評価は以下の通りとなっており、19.53点（満30点）となっている[1]。また、同雑誌1991年5月10日号特別付録の「ファミコンロムカセット オールカタログ」では「『ジャンプ』歴代ヒーローが100人以上登場しファンにはオススメだ」と紹介されている[1]。

| 項目 | キャラクタ | 音楽 | 操作性 | 熱中度 | お買得度 | オリジナリティ | 総合  |
| 得点 | 3.90       | 3.12 | 2.87   | 3.29   | 2.79     | 3.56           | 19.53 |

- ゲームムック『死ぬ前にクリアしたい200の無理ゲー ファミコン&スーファミ』では「擦り合わせのないカオスすぎる世界観」「パスワードが40字と長く、間違えやすかった」「同じアイテムは1つまでしか所持できないので、回復アイテムを持てる数に限りがあった」と評されている[3]。
- 100万本以上出荷したものの発売後数週間でワゴンセール行きとなり、『こちら葛飾区亀有公園前派出所』では「大味な内容」・「不気味なゲーム」と両津が回想している（105巻「やったぜ!ゲーム化の巻」）。
- 発売当時の『週刊少年ジャンプ』でのゲーム情報記事『ファミコン神拳』の堀井雄二を始めとする執筆メンバーが本作の出来に難色を示したところ、記事担当でジャンプ側の責任者であった鳥嶋和彦が、「じゃあ堀井さんがもっと面白いの作ってよ」と啖呵を切ったところ、堀井が快諾したことで、『ファミコンジャンプII 最強の7人』が作られることとなった[12]。
- 鳥嶋和彦は本作について「ゲームとしてはお粗末であり、売れてしまって申し訳ない気持ちだった」と述懐している[4]。また、2021年のインタビューにおいても「僕としては、アニメ化、商品化されていないマンガの作家さんにも印税がいくようにとだけ考えて、オールスターキャストで開発は完全に任せました。その結果、クソゲー（笑）。」とコメントしている[13]。

## 関連書籍
『ジャンプコミックスセレクション ファミコンジャンプ 英雄列伝 夢の大決戦!!』
攻略本。集英社、1989年4月25日、ISBN 4-8342-1080-4。

## CD
- 『ファミコンジャンプ英雄列伝 -G・S・M(FC)バンダイ1-』
  - サイトロンレーベルより発売。D25B0007 発売元：ポニーキャニオン 定価2500円
  - アレンジバージョン4曲、SEエディットバージョン2曲とオリジナルバージョンを収録。
  - 20th ANNIVERSARYロゴのミラーステッカー（プリズムシール）付属。またCDの裏ジャケットは存在せず、代わりにCDケースの背に貼るタイトルステッカーも封入されていた。

## 関連作品
- 『ジャンプスーパースターズ』
- 『ジャンプアルティメットスターズ』